# Майдлінг-Гаупт-штрасе
48°11′01″ пн. ш. 16°19′41″ сх. д. / 48.1836° пн. ш. 16.328° сх. д.
«Майдлінг-Гаупт-штрасе» (нім. Meidling Hauptstraße) — станція Віденського метрополітену, розміщена на лінії U4 між станціями «Шенбрунн» і «Ленгенфельд-гассе».
Відкрита в 1898 році як станція штадтбану. Отримала назву Meidling-Hauptstraße від району, в якому розташована (Майдлінг) і його головної вулиці (Hauptstraße — головна вулиця). У 1905 році головна вулиця району Майдлінг отримала назву Майдлінгер-Гаупт-штрасе (нім. Meidlinger Hauptstraße; в перекладі — «Майдлінзька головна вулиця»), проте назву станції не змінили (у назві станції був присутній дефіс і відсутнє прикметникове закінчення -er, у кінці 1980-х прибрано дефіс — Meidling Hauptstraße). 27 жовтня 1980 року відкрита як станція метро.